# Le Gang des otages
Pour plus de détails, voir Fiche technique et Distribution.
Le Gang des otages est un film français réalisé par Édouard Molinaro et sorti en 1973, inspiré de l'évasion de Christian Jubin, meurtrier et violeur.

## Synopsis
Dès sa sortie de prison, Gilbert Nordier retombe dans le banditisme. Avec Serge, un autre truand, et sa femme Liliane, une ancienne prostituée, ils sont en cavale. Arrêtés une nouvelle fois, ils s'évadent du tribunal en prenant les magistrats en otage.

## Fiche technique
- Titre : Le Gang des otages
- Réalisation : Édouard Molinaro
- Assistant réalisateur : Michel Leroy
- Scénario : Alphonse Boudard et, non crédité, Edouard Molinaro / Dialogues : Alphonse Boudard
- Producteurs : Alain Poiré, Daniel Cauchy
- Musique : Michel Legrand
- Directeur de la photographie : Raoul Coutard
- Photographe de plateau : Yves Manciet
- Montage : Monique Isnardon et Robert Isnardon
- Décors : Louis Le Barbenchon, exécutés par Georges Bril
- Ingénieur du son :Jean Labussière
- Maquillage : Christine Fornelli
- Producteurs délégués : Alain Poiré, Daniel Cauchy
- Sociétés de production : Société Nouvelle des Établissements Gaumont, Citeca Productions (Paris), Medusa (Rome)
- Société de distribution : Gaumont
- Durée : 100 minutes
- Format : couleur (Eastmancolor) — 35 mm —
- Genre : drame
- Date de sortie : 
  - France : 1er février 1973

## Distribution
- Daniel Cauchy : Gilbert Nodier
- Bulle Ogier : Liliane Guerec Nodier
- Gilles Segal : Serge Donati
- Gérard Darrieu : Maurice Perret
- Michel Favory : Maître Meyer
- Maurice Travail : Le juge Imbert
- Ginette Garcin : Ginette Bertheau
- Germaine Delbat : Madame Roques dite Marraine
- Simone Rieutor : Monique Descamps
- Armand Mestral : Le commissaire Crenoy
- Claire Maurier : Nelly Cerutti
- Gabriel Cattand : Charles Aubrey dit Charlot
- Robert Favart : Ange Cerutti
- Maurice Barrier : Jo Franck
- Pierre Collet : Raymond Roques dit Parrain
- François Cadet : un inspecteur
- Fabrizio Jovine : Le gitan
- Pippo Merisi : Le greffier
- Gérard Hérold : Le médecin
- Évelyne Dassas : la première prostituée
- Évelyne Dress : Colette
- Christian Barbier : Le brigadier de gendarmerie Fernand Vérot
- Michel Duplaix : un inspecteur
- Bernard Le Coq ; un journaliste
- Henri Attal : un détenu
- Jean Michaud : le directeur de la prison
- André Dumas le reporter d'Europe 1
- Guy Delorme : un flic
- Conrad von Bork : l'Allemand à la Mercedes
- Clément Michu : l'homme à la DS

### Revue de presse
- Jean-Luc Douin, « Le Gang des otages », Télérama no 1203, Télérama SA, Paris, 3 février 1973,  (ISSN 0040-2699)
- Michel Ciment, « Le Gang des otages », Positif no 149, Paris, avril 1973,  (ISSN 0048-4911)
- D.M., « Le Gang des otages », La Saison cinématographique 1973, Paris, octobre 1973